# Spectator (БПЛА)
«Spectator» — украинский разведывательный беспилотный летательный аппарат.
БПЛА предназначен для ведения аэрофотосъемки и авиаразведки, может использоваться в поисково-спасательных операциях, а также для мониторинга пограничной полосы, нефте- и газопроводов, водных пространств и лесных массивов.
Первый БПЛА украинского производства, поступивший в вооружённые силы Украины.

## История
В начале 2014 года коллективом выпускников аэрокосмического факультета Киевского политехнического института была создана компания «Политеко Аэро», которая начала разработку компактного разведывательного мини-БПЛА «Spectator» для спецподразделений вооружённых сил Украины. Разработка БПЛА проходила при участии сотрудников Киевского политехнического института и с использованием научно-производственной базы Киевского политехнического института.
Спонсором проекта стал Фонд научно-технического развития Украины имени В. С. Михалевича.
Производство БПЛА было освоено киевским предприятием ОАО «Меридиан» им. С. П. Королёва.
29 октября 2014 демонстрационный образец БПЛА «Spectator» был представлен на испытаниях государственного концерна «Укроборонпром». В ходе испытаний на Гончаровском полигоне в Черниговской области проверялась способность БПЛА выявлять и распознавать координаты наземных объектов, проводить всепогодную круглосуточную разведывательную съемку местности, автоматически сопровождать цели и получать эталонные изображения-«портреты» объектов, а также передавать полученную информацию на командный пункт управления в реальном времени. В ходе испытаний было установлено, что БПЛА способен выполнять полёты при отрицательных температурах и действовать в сумерках.
В январе 2015 года на Гончаровском полигоне в Черниговской области были представлены разработки военно-промышленного комплекса Украины, направленные на испытания в Государственный научно-испытательный центр вооружённых сил Украины (в том числе, беспилотный летательный аппарат «Spectator-M»).
12 января 2016 года директор ГП «Спецтехноэкспорт» П. А. Барбул сообщил в интервью, что в разработке БПЛА принимает участие Чугуевский авиационный ремонтный завод.
26 января 2016 года генеральный директор ГК «Укроборонпром» Р. А. Романов сообщил в интервью, что комплекс БпАК-МП-1 (в состав которого входят БПЛА «Spectator») включён в государственный военный заказ министерства обороны Украины на 2016 год.
По состоянию на 26 апреля 2017 года, БПЛА находились в стадии опытной эксплуатации, но не были приняты на вооружение. 5 декабря 2017 года вариант «Spectator-M» был официально разрешен к эксплуатации в вооружённых силах Украины.
Всего в период с 2016 года до 21 августа 2019 года вооружённые силы Украины получили свыше 60 БПЛА типа «Spectator».
В июне 2020 года Вооруженные силы Украины получили первый модернизированный беспилотник «Spectator-M1».

## Описание

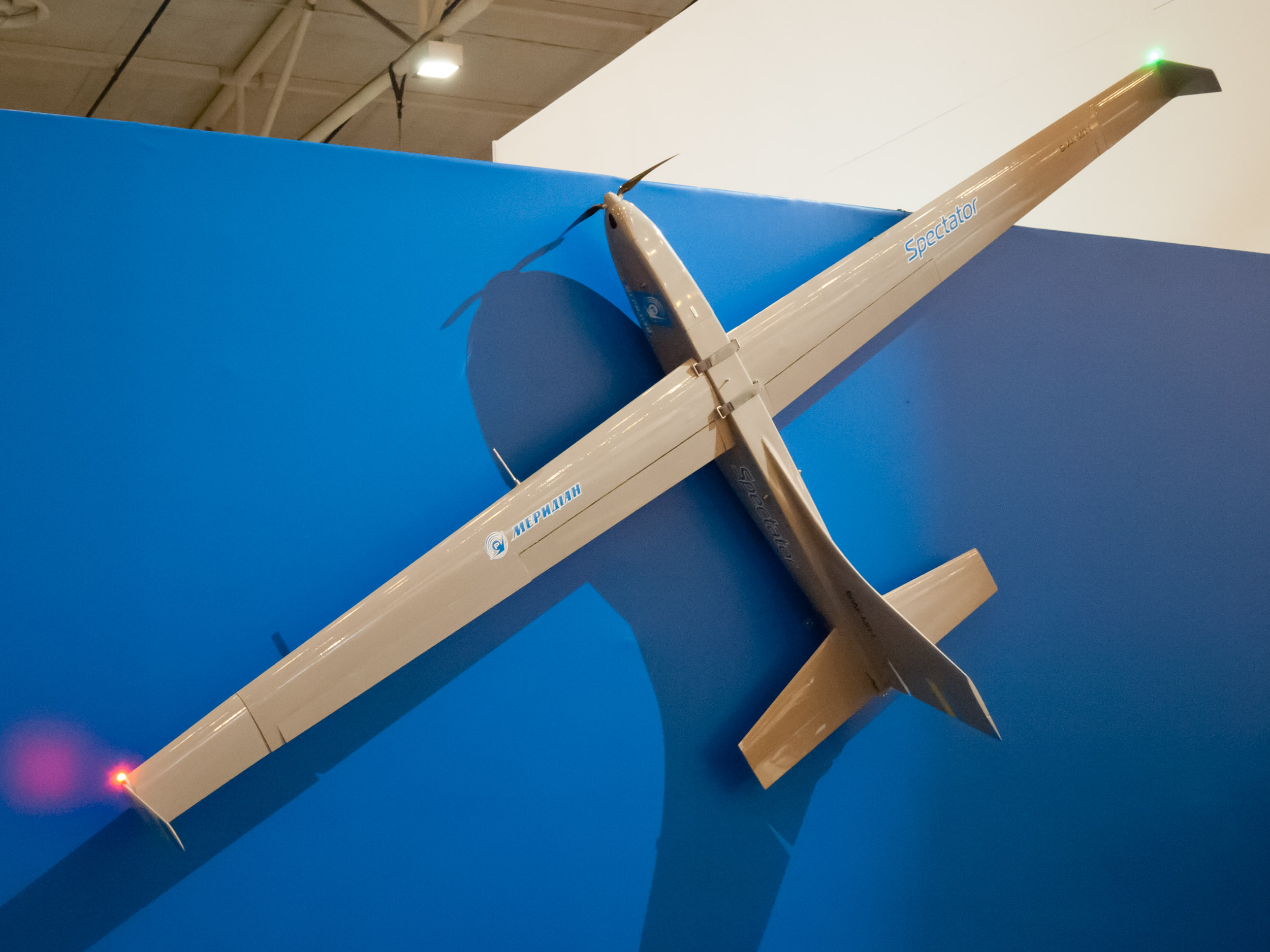
Spectator-M1

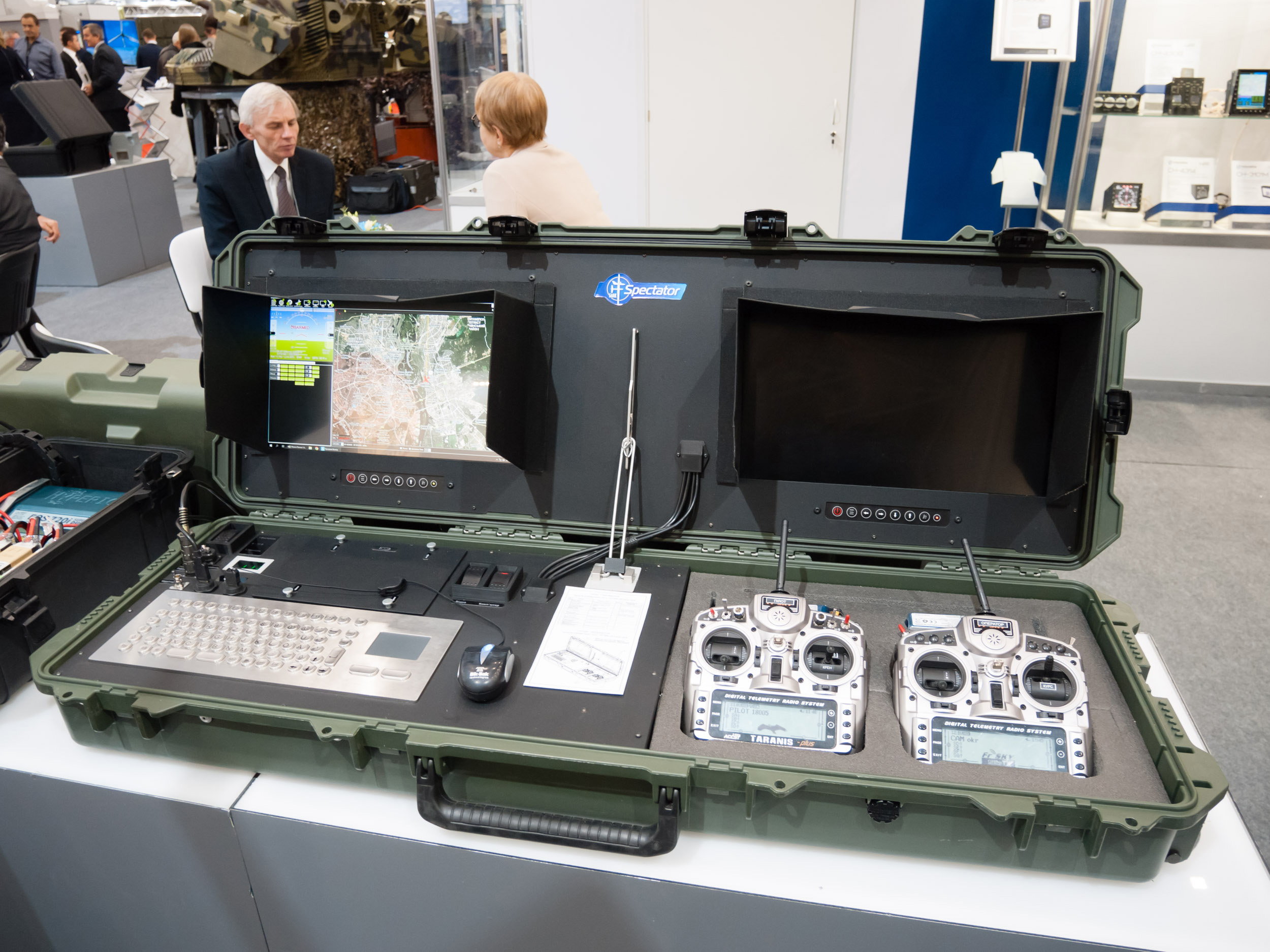
Модуль управления

БПЛА представляет собой моноплан с высокорасположенным прямым крылом и Т-образным хвостовым оперением, конструкция которого изготовлена из композитных материалов. Оснащён малошумным электрическим двигателем с двухлопастным винтом.
Запуск БПЛА производится с руки.
БПЛА оснащён бортовой видеокамерой, информация с которой записывается на карту памяти и может быть изучена после окончания вылета. В дополнение к видеокамере БПЛА может быть оснащён фотокамерой, тепловизором или датчиком измерения радиационного фона.
Комплекс БпАК-МП-1 включает в себя три БПЛА «Spectator», одну наземную станцию управления, радиоантенну, комплект батарей и рюкзаки для транспортировки оборудования. Время развёртывания комплекса и подготовки БПЛА к запуску составляют около 10 минут.

## Варианты и модификации
- Spectator — первый вариант, разработанный в начале 2014 года. Дальность действия — 15 км[1]. Длина БПЛА составляет 1295 мм, размах крыла — 3000 мм, максимальный взлётный вес — 5,5 кг, масса целевой нагрузки — 1,5 кг, скорость полёта — от 40 до 120 км/ч, продолжительность полёта — до двух часов[2]. Максимальная высота полёта БПЛА составляет 2 км[14]
- Spectator-M — второй вариант, разработанный к концу 2014 года. Отличается улучшенными эксплуатационными характеристиками, незначительно увеличенными габаритами, улучшенной ударостойкостью, увеличенной грузоподъёмностью (появилась возможность комбинировать состав полезной нагрузки: или одна аккумуляторная батарея массой 900 грамм и 1600 грамм целевой нагрузки, или две аккумуляторные батареи массой 1800 грамм и 700 грамм целевой нагрузки)[1]
- Spectator-M1 — третий вариант, завершивший государственные испытания в конце февраля 2019 года. Масса БПЛА уменьшена, он оснащён новым тепловизором[17] и новой парашютной системой, продолжительность его полёта увеличена. В июне 2019 года официально принят на вооружение вооружённых сил Украины[18]

## Страны-эксплуатанты
- Украина:
  - Вооружённые силы Украины — первые БПЛА были переданы в войска в январе 2016 года[2][19].
  - Государственная пограничная служба Украины[20]